# Liste des abbés de Saint-Vincent de Metz
Liste des abbés de l’abbaye Saint-Vincent de Metz.

## Liste des abbés et premiers doyens
- (968)-(????) : Adelmodus.
- Valeran.
- Vimice.
- Vandolphe.
- Bertaud.
- Vital.
- (????)-(1026) : Popon.
- (1030)-(????) : Heribert.
- (1051)-(????) : Folcuin.
- (1095)-(1103) : Lantzon, ou Lanzo membre du concile de Clermont (1095).
- Eppo, religieux de l’abbaye Saint-Pierre de Senones.
- Arnould.
- (????)-(1121) : Landolphe (Lanzulphe ou Landulphe).
- Robert.
- (1126)-(1146) : Isembert, moine de Saint-Hubert (Ardennes belges).
- (1150)-(†1169) : Robert II.
- (1170)-(????) : Guillaume.
- (????)-(†1185) : Villaume.
- (1192)-(†1194) : François.
- (1197)-(????) : Charles.
- (????)-(1205) : Drogon.
- (1248)- (????) : Varin.
- (????)-(†1256) : Nicolas.
- (????)-(†1271) : Gérard, de l’abbaye de Saint-Symphorien.
- (????)-(1276) : Pierre.
- (1283)-(1298) : Regnier.
- (????)-(†1316) : Baudouin d’Épinal.
- (????)-(†1344) : Hugues.
- (1355)-(†1370) : Pierre II, de la famille des Baudoches.
- (????)-(1374) : Henri de Vienne.
- (1374)-(†1377 ) : Renaut de Beaumont, abbé de Faverney.
- Geoffroi François.
- (1435)-(1452) : Nicolas III, de la famille de Gronay, ou Gournay
- Jacques Chappel, prieur d’Offenbach, prieuré dépendant du monastère de Saint-Vincent.
- (????)-(1455) : Guillaume Huin, cardinal du titre de Sainte-Sabine
- (????)-(1458) : Jacques Chappel, prieur d’Offenbach, prieuré dépendant du monastère de Saint-Vincent.
- (1459)- (????) : Nicolas Pierre, fils de maître Pierre François, avocat en cour de Rome.
- Jean du Viviers, religieux de Saint-Vincent.
- (1462 )- (????) : Paulus.
- Louis de Agnellis, protonotaire du Saint-Siège , abbé commendataire.
- (????)-(†1490) : Jacques du Fay de Neuchâtel, abbé de Notre-Dame de Luxembourg et d’Echternach.
- (????)-(†1529) : Balthazar du Châtelet, abbé de Saint-Èvre de Toul.
- (????)-(1547) : Valentin du Châtelet, abbé de Saint-Avold , puis coadjuteur de Saint-Vincent.
- (1547)-(1568) : Claude-Jacob de Léocourt, alias de Liocourt, Lioncourt ou encore Claude-Joseph de Lescoure[2]
- (1568)-(†1587) : François Philippe, sur résignation de son oncle, neveu du précédent, chanoine et official de l’Église-Cathédrale de Metz.
- (1587)-() : Charles de Lorraine, cardinal du titre de Sainte-Agathe, légat du Saint-Siège dans les Trois-Évêchés.
- (????)-(1600) : Jean Humbert.
- (????)-(1618) : Jean Saulnier.
- (????)-(1618) : Henri de Bourbon-Verneuil, évêque de Metz.
- (1610)-(1639) : Louis de La Vallette, cardinal & archevêque de Toulouse.
- (????)-(†1661) : Jules Mazarin, cardinal.
- (1678)-(1683) : Pierre de Bellièvre, seigneur de Grignon (1653), abbé de l'abbaye de Jouy en 1621, Conseiller au Parlement de Metz en 1642, puis Président des requêtes au Parlement de Paris (1653-1655), puis conseiller d'honneur à cette date[3]
- Claude Beaudau de Parabel.